# 羽 (稻葉浩志單曲)
〈羽〉（日语：／ Hane）是日本音樂組合B'z的主唱稻葉浩志的歌曲。於2016年1月13日作為第5張單曲由VERMILLION RECORDS發行。

## 概要
除去數位限定發行外，是與前作「Okay」睽違約5年半的單曲。
本作共計發行了3種形態，分別為僅含CD的「通常盤」、附屬了收錄最新演唱會影像DVD／Blu-ray的「初回限定盤」、附屬了收錄曲的商業搭配之一的，PlayStation 4／PlayStation 3專用遊戲軟體『人中之龍 極』（世嘉遊戲）相關影像等特製包裝的「人中之龍盤」。
製作樂曲時，稻葉起初曾以打算製作專輯的方式在進行作業。然而，因「去年（2014年）已製作了一張專輯」而轉念，認為整合成單曲程度的容量或許亦富饒趣味，而成為了以現在的形式發行。
在2016年1月25日的Oricon週榜以首週銷量8.9萬張，獲得週榜冠軍。最終累計12.3萬張，雖不及前作「Okay」累計13.4萬張的成績，卻上榜了18週，比前作的11週多了7週，在標題曲的商業搭配端『名偵探柯南』歷代單曲作品中，成為了繼「謎」的32週、「衝動」的19週後，第3張長期熱銷作品。
全曲未收錄於原創專輯中。但「羽」被收錄於2020年3月25日發售之合輯『THE BEST OF DETECTIVE CONAN 6 〜名偵探柯南 主題曲集6〜』。

## 發行形態
通常盤
僅含CD的形態。
初回限定盤
分為「CD＋DVD」以及「CD＋Blu-ray」的形態。在附屬影像軟體中，收錄了將2014年6月僅在品川Stellar Ball毅然舉行的10公演Premium Live收錄為影像作品的『Koshi Inaba LIVE 2014 〜en-ball〜』中，未收錄的6首每日替換曲的演唱會影像。
人中之龍盤
「CD+DVD+Blu-ray」的形態。包裝規格為Digipak。在附屬影像軟體中，收錄了未收錄於CD中的遊戲軟體『人中之龍 極』商業搭配曲「Receive You [Reborn]」的MUSIC VIDEO，以及『人中之龍』系列總監督名越稔洋與稻葉浩志的對談影像。此外，封入了『人中之龍 極』的專用Product Code，在遊戲內使用即可試聽限定版原創片頭影像。

## 收錄曲

### CD
1. (3:48)
令人印象深刻地活用了Synthesizer的4拍子（日语：4つ打ち）樂曲[14]。專為日本電視台系動畫『名偵探柯南』全新創作的樂曲。在接到商業搭配的委託後，稻葉從手邊已存在幾曲的庫存中挑選出合適的曲子，並一邊應用著從前撰寫的歌詞來進行製作[15]。
關於歌詞主題，稻葉表示「與其說是以類似於畢業這樣的事物為主題，不如說是讓本曲成為一個原初的風景[原文 2]」，始於當有人對將來抱有不安時，想告訴他「但還有更遼闊的世界正在無限蔓延[原文 3]」。歌詞的樂想在2014年春天便已存在，在該時點稻葉構想的是抒情曲。此外還有僅只和弦進行與旋律的曲子，由於在應用本歌詞試唱時稻葉得心應手，便創作出了整體的結構。據說起初是試圖以質樸的吉他聲製作樂曲，但編曲的德永曉人在通過偶然檢查合成器的聲音時發現該聲響十分出色，而變化成有如現在這樣的編曲[14][10]。
LOUDNESS的高崎晃參加了曲中的吉他獨奏。在錄音時，稻葉對高崎傳達了「突然出現了一位帥氣的吉他手，在彈了一段吉他獨奏後便揚長而去[原文 4]」這樣的形象指示[14][10]。
2015年12月25日，率先於發售前，在朝日電視台系『MUSIC STATION SPECIAL SUPERLIVE2015』上首次電視披露後，隔年在1月11日的富士電視台系『SMAP×SMAP 新春スペシャル』上，披露了與SMAP合作表演本曲的形式。對於本樂曲，SMAP成員木村拓哉將其評為「正中個人靶心[原文 5]」[16]。
在『Koshi Inaba LIVE 2016 〜enIII〜』上，被作為在安可曲前的本篇曲目表中最後一首樂曲來演奏。
2. (4:10)
標題讀作「Symphony Number Nine」。關於「#9」的意義，稻葉回答為「若可以的話請自由地想像[原文 6]」[14]。
是在本作的樂曲製作過程中，最後一首完成的樂曲。在製作時最初誕生的是副歌的「永恆的Symphony」（やまないSymphony）這個樂句，由該句「Symphony」這樣的詞彙，任憑「在厚實的聲音中，隨著各種聲音的層次（重疊）連續，會使曲子產生變化[原文 7]」這樣的想像馳騁，來進行作業[17]。關於在副歌之前的樂句，稻葉以此為意象「究竟是從現實前往夢境，抑或是從夢境前往現實的呢。我想表現出仿佛瞬間清醒，瞬間又去向另一個世界的感覺[原文 8]」，向編曲的德永傳達了「猶如一陣突如其來的雷鳴[原文 9]」這樣的形象指示。關於最後的英語歌詞部分，其意為「擁有自己以其為對象的人存在是非常必要的，但在具有珍惜重視之面向的同時，某處亦會具有成為了是在別的地方侵蝕著自己的對手這樣的一面[原文 10]」，據說在含義上是能令稻葉自身心服的話語，並且以猶如想到什麼就說什麼的感覺來表現[14]。
3. (4:51)
由曼陀林的音色和爵士鼓獨特的時間感為主軸所構成的中速搖滾曲調（Medium Rock Tune）[14][10]。專為世嘉遊戲的遊戲軟體『人中之龍 極』全新創作的樂曲[10]。
4. (5:22)
由鋼琴和原聲吉他為中心所構成的音色令人印象深刻的抒情曲[10]。詞先（日语：詞先）製作的樂曲。來自稻葉在航道軌跡化為綠地的景點上散步時，感受到「隨著時間流逝，同一個場所的定點會產生積累[原文 11]」「10年後自己再次踏足這裡時，此地將會變得如何[原文 12]」等體悟，當時手上的智慧型手機所紀錄下的詞語成為了歌詞的基礎。將那片綠地剪下作為一個風景，進一步在想像的世界中，稻葉把自身的想法一邊鑲嵌一邊構築，便完成了歌詞。旋律則是以適用於歌詞的形式製作而成的[14]。德永曉人演奏了除了爵士鼓以外的所有樂器，並亦擔任了吉他獨奏[18]。

### 「初回限定盤」附屬影像軟體
收錄了來自2014年6月在品川Stellar Ball毅然舉行的10公演Premium Live『Koshi Inaba LIVE 2014 〜en-ball〜』上的6首每日替換曲的演唱會影像。

### 「人中之龍盤」附屬影像軟體
- Receive You [Reborn] 『龍が如く 極』ver. MUSIC VIDEO
將『人中之龍』初代主題曲「Receive You」重新編制的樂曲。作詞為稻葉，作曲是稻葉與SEGA聯名。
本作限定的收錄曲。來自『人中之龍 極』全篇的最新影像MUSIC VIDEO。並無CD、數位上架等之音源發行。
B'z的支援鼓手Shane Gaalaas（日语：シェーン・ガラース）親自操刀編曲與全演奏、混音。這是Shane在B'z相關作品中首次全面著手音效製作。
- 稻葉浩志 × 名越稔洋『人中之龍』系列總監督 特別對談
稻葉浩志與『人中之龍』系列的總監督名越稔洋的對談影像。

## 商業搭配
- 讀賣電視台・日本電視台系動畫『名偵探柯南』片頭曲(2016年1月9日−5月7日)(#1)
- 世嘉遊戲「人中之龍 極」主題曲(#3)
- WOWOW連續劇『誤断（日语：誤断）』主題歌(#4)

## 製作人員
- 稻葉浩志：主唱、全曲作詞・作曲・編曲
- 德永曉人(from doa)：貝斯、全曲編曲、吉他(#2-4)、原聲吉他(#1-3)、曼陀林(#2.3)、鍵盤(#3.4)
- 高崎晃(from LOUDNESS)：吉他(#1)
- Shane Gaalaas（日语：シェーン・ガラース）：爵士鼓(#1)、「Receive You [Reborn]」編曲・全演奏・MIX
- 村石雅行（日语：村石雅行）：爵士鼓(#2)
- 山木秀夫（日语：山木秀夫）：爵士鼓(#3.4)
- 大賀好修（from Sensation）：吉他(#3)

## 特典DVD支援樂手
- 大島康祐（日语：大島こうすけ）：鍵盤
- Corey McCormick：貝斯
- Duran：吉他
- SATOKO：爵士鼓
- JUON：吉他

## 腳註

### 出典
1. ↑  . ORICON NEWS. Oricon.   [2020-01-14]. （原始内容存档于2020-01-14）.
2. ↑  . ORICON NEWS. Oricon.   [2020-01-14]. （原始内容存档于2019-03-23）.
3. ↑  . Oricon. 2016  [2016-02-04]. （原始内容存档于2016-02-06）.
4. ↑  . Oricon. 2016  [2016-03-02]. （原始内容存档于2016-04-21）.
5. ↑  . Billboard JAPAN. 阪神コンテンツリンク. 2016-01-25  [2020-06-07]. （原始内容存档于2020-06-09）.
6. ↑  . Billboard JAPAN. 阪神コンテンツリンク. 2016-01-25  [2020-06-07]. （原始内容存档于2020-06-09）.
7. ↑  . Billboard JAPAN. 阪神コンテンツリンク. 2010-07-05  [2020-06-07]. （原始内容存档于2020-06-09）.
8. ↑  . ORICON NEWS. Oricon. 2016  [2020-01-13]. （原始内容存档于2017-12-06）.
9. ↑  . 日本唱片協會. 2016-01  [2020-01-12]. （原始内容存档于2015-11-05）.
10. 1 2 3 4 5 6  . 音樂Natalie. 2015-02-05  [2016-01-12]. （原始内容存档于2016-01-13）.
11. ↑  . Oricon. 2016-01-19  [2016-01-19]. （原始内容存档于2016-01-20）.
12. ↑  .   [2016-05-25]. （原始内容存档于2016-05-31）.
13. ↑  . Being.   [2020-02-06]. （原始内容存档于2020-02-06）.
14. 1 2 3 4 5 6 7  竹内美保「「B'z」稲葉浩志 仕事の悩みは「その仕事でしか解決できない」 （页面存档备份，存于）」 THE PAGE. 2016-01-10
15. ↑   (2016年1月25日號). Oricon.
16. ↑  . Techinsight. 2016-01-16  [2016-03-13]. （原始内容存档于2016-03-10）.
17. ↑  . BARKS. 2016-01-12  [2016-01-12]. （原始内容存档于2016-08-22）.
18. ↑  徳永暁人（doa）於Twitter.

| 動畫劇『名偵探柯南』主題曲 2016年1月9日 - 5月7日 |                 |                                      |
| 前作: La PomPon 「謎」                           | 稻葉浩志 「羽」 | 次作: B'z 「世界はあなたの色になる」 |